# Мю Цефей
Мю Цефей е червен супергигант и третата по-големина известна до този момент звезда. Намира се в съзвездието Цефей. Уилям Хершел е отбелязал червения и цвят който оприличил на цвета на граната. Разположена е в Млечния път, но точното разстояние не се знае с голяма точност. Различни източници цитират между 1300 и 5200 светлинни години от Слънчевата система. Тя е и една от най-ярките познати звезди.